# Pilot Station
Pilot Station ist ein Ort mit dem Status einer City in der Kusilvak Census Area in Alaska. Das U.S. Census Bureau hatte bei der Volkszählung 2020 eine Einwohnerzahl von 615 ermittelt. Das Inuit-Dorf liegt im Yupik-Sprachenraum.

## Geographie
Pilot Station liegt im Westen von Alaska am rechten Ufer des Yukon River, 3,5 km unterhalb der Einmündung des Atchuelinguk River. Der etwa 9 m hoch gelegene Ort befindet sich 690 km westlich von Anchorage. Nächstgelegene Orte sind St. Mary’s und Pitkas Point, 20 km bzw. 23 km nordwestlich, sowie Marshall, 42 km östlich. Nach Süden und Westen hin erstreckt sich das Yukon-Kuskokwim-Delta. Der Ort verfügt über den Flugplatz Pilot Station.

## Geschichte
Das historische Dorf an der Stelle des heutigen Pilot Station hieß „Ankachak“. Anfang der 1900er Jahre wurde eine russisch-orthodoxe Kirche errichtet. Der Ortsname wurde erstmals 1916 vom U.S. Geological Survey erfasst. Lokale Flussschifflotsen, die das Dorf als Kontrollpunkt nutzten, waren verantwortlich dafür, dass der Ortsname von „Ankachak“ in „Pilot Station“ umbenannt wurde. In den 1950er Jahren wurde in Pilot Station eine Schule errichtet, welche Familien aus der Umgebung anzog und dazu führte, dass der Ort ganzjährig besiedelt wurde. 1969 erhielt der Ort den Status einer „City“. Heute sind Fischfang und Subsistenzwirtschaft wichtige Wirtschaftszweige in Pilot Station. Der Verkauf und die Einfuhr von Alkohol sind verboten.

## Demografie
Zum Zeitpunkt der Volkszählung im Jahre 2020 (U.S. Census 2020) hatte Pilot Station 615 Einwohner auf einer Landfläche von 4,16 km². Von den Einwohnern waren 8 Weiße, 2 afrikanisch-amerikanischer, 590 amerikanisch-indianischer Abstammung sowie 2 Asiaten.
Beim Zensus im Jahr 2000 wurden 550 Einwohner gezählt, 2010 waren es 568. Somit war die Bevölkerungsentwicklung in den letzten Jahren ansteigend.